# Bourg-sous-Châtelet
Bourg-sous-Châtelet (dt. früher Welschennest) ist eine französische Gemeinde im Département Territoire de Belfort in der Region Bourgogne-Franche-Comté.

## Geographie
Bourg-sous-Châtelet liegt auf 415 m ü. M., etwa zehn Kilometer nordöstlich der Stadt Belfort (Luftlinie). Das Dorf erstreckt sich am Nordrand der Burgundischen Pforte, auf dem Plateau im Vorland der Vogesen, am Südfuß des Châtelet und östlich der Talebene der Madeleine. Es liegt im Regionalen Naturpark Ballons des Vosges.

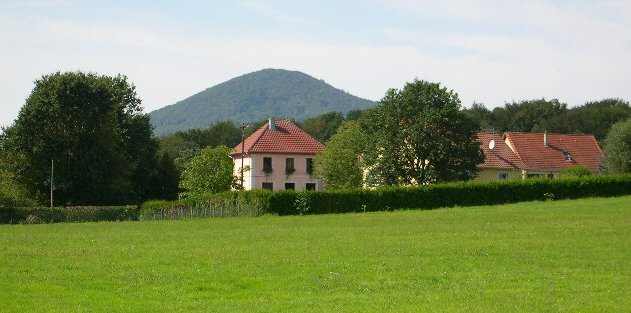
Blick auf den Ort

Die Fläche des 0,84 km² großen Gemeindegebiets umfasst einen Abschnitt im Bereich des Vogesenvorlandes. Begrenzt wird das Gebiet im Westen durch den Ruisseau de Bourg, der sein Wasser der Madeleine zuführt. Ganz im Süden reicht der Gemeindeboden in die mehr als ein Kilometer breite Talebene der Madeleine. Nach Norden erstreckt sich das Gemeindeareal bis an den Waldhang des Châtelet, eines nach Süden ausgreifenden Vorberges der Vogesen. An diesem Hang wird mit 481 m die höchste Erhebung von Bourg-sous-Châtelet erreicht.
Nachbargemeinden von Bourg-sous-Châtelet sind Saint-Germain-le-Châtelet im Osten sowie Anjoutey im Westen.

## Geschichte
Mitte des 14. Jahrhunderts gelangte das Gebiet von Bourg unter die Oberhoheit der Habsburger. Es gehörte zur Herrschaft Rosemont. Urkundlich erwähnt wird Bourg im Jahr 1576 unter der Schreibweise Bur. Von 1582 ist die Bezeichnung Bourg überliefert. Zusammen mit dem Sundgau kam das Dorf mit dem Westfälischen Frieden 1648 an die französische Krone. Seit 1793 gehörte es zum Département Haut-Rhin, verblieb jedoch 1871 als Teil des Territoire de Belfort im Gegensatz zum restlichen Elsass bei Frankreich. Um eine Verwechslung mit anderen gleichnamigen Gemeinden zu vermeiden, wurde Bourg 1934 offiziell in Bourg-sous-Châtelet umbenannt. Heute ist Bourg-sous-Châtelet mit 13 anderen Gemeinden zum Gemeindeverband Communauté de communes du Pays Sous Vosgien zusammengeschlossen. Kirchlich gehört Bourg-sous-Châtelet zu Anjoutey.

## Bevölkerung
| Jahr      | 1962 | 1968 | 1975 | 1982 | 1990 | 1999 | 2007 |
| Einwohner | 30   | 28   | 45   | 85   | 111  | 126  | 130  |

Mit 120 Einwohnern (1. Januar 2022) gehört Bourg-sous-Châtelet zu den kleinsten Gemeinden des Départements Territoire de Belfort. Nachdem die Einwohnerzahl in der ersten Hälfte des 20. Jahrhunderts deutlich abgenommen hatte (1896 wurden noch 85 Personen gezählt), wurde seit Beginn der 1970er Jahre ein kräftiges Bevölkerungswachstum verzeichnet. Seither hat sich die Einwohnerzahl verdreifacht.

## Wirtschaft und Infrastruktur
Bourg-sous-Châtelet war bis weit ins 20. Jahrhundert hinein ein vorwiegend durch die Landwirtschaft (Ackerbau, Obstbau und Viehzucht) und die Forstwirtschaft geprägtes Dorf. Noch heute leben die Bewohner zur Hauptsache von der Tätigkeit im ersten Sektor. Außerhalb des primären Sektors gibt es nur wenige Arbeitsplätze im Dorf. Einige Erwerbstätige sind auch Wegpendler, die in den umliegenden größeren Ortschaften und in der Agglomeration Belfort ihrer Arbeit nachgehen.
Die Ortschaft liegt abseits der größeren Straßenverbindungen an einer Departementsstraße, die von Anjoutey nach Saint-Germain-le-Châtelet führt. Der nächste Anschluss an die Autobahn A36 befindet sich in einer Entfernung von ungefähr sechs Kilometern.